# A Abelleira (Castroverde)
A Abelleira es una aldea española situada en la parroquia de Furís, del municipio de Castroverde, en la provincia de Lugo, Galicia.

## Localización
Está situado en un pequeño collado entre las sierra da Lagúa y la sierra de Punago, en el que también se asienta el pueblo de A Azoreira. Está al N del concejo, accesible por muchas pistas, ya sea desde la capital parroquial donde se encuentra (Furís de Arriba) o desde el pueblo de Cernadas, en el concejo de Baralla. 

## Historia
En sus alrededores se encuentran restos romanos, a la que pertenecía una calzada romana que pasaba por dicha zona. 

## Demografía
| Gráfica de evolución demográfica de A Abelleira entre 2000 y 2019 |
|                                                                   |
| Datos según el nomenclátor publicado por el INE.                  |